# ثبت اختراع روش‌های کسب و کار

## مقدمه
اخیراً، مدل‌های کسب و کار از طریق نوعی «مالکیت معنوی» با استفاده از «ثبت اختراع» مورد حمایت قرار می‌گیرند. درحقیقت، مدل‌های کسب وکار ( یا روش‌های کسب وکار) در محدوده ثبت اختراع قانونی قرار می‌گیرند. اخیراً تعدادی از «ثبت اختراع روش کسب و کار» مربوط به «تجارت الکترونیک» اعطا شده‌است، اما چیز جدید و بدیع به عنوان کسب وکار خیلی شفاف نیست. تعدادی ثبت اختراع برجسته تر ممکن است در دادگاه‌ها چالش ایجاد نماید.

## نمونه‌ها
نمونه‌هایی از این اختراعات ثبت شده در جدول زیر آمده‌است:

## Amazon
5,960,411
روش و سامانه‌ای برای یک تقاضای خرید از طریق شبکه ارتباطی (خرید با یک کلیک).
	5,715,399
روش و سامانه امن برای ارتباط فهرستی از شماره‌های کارت اعتباری بر روی شبکه غیر امن قرار می‌گیرد.
	5,727,163
روش امن برای ارتباط داده‌های کارت اعتباری وقتی که تقاضا در روی شبکه غیر امن قرار می‌گیرد.
	5,826,258
روش و دستگاهی برای ساختار صف و مفسر اطلاعات نیمه ساختیافته.
	5,963,949
روشی برای جمع‌آوری داده از فرم‌ها و جستجوها
	5,999,924
روشی برای ایجاد جستارهای متوالی
	6,029,141
سامانه ارجاع مشتریان مبتنی بر اینترنت (برنامه پیوسته برای شعبات)
	6,525,747
روش و سامانه‌ای برای اداره مذاکره مرتبط با اقلام

## America Online
6,393,469
روش و دستگاهی برای انتشار مستندات ابررسانه
	6,385,656
فشرده سازی انتخابی فایل‌ها در شبکه
	6,381,599
یکپارچگی بدون درز منابع اینترنتی
	6,339,784
خط مشی، محدودیت نرخ میزگردهای روی خط
	6,012,051
سامانه شرح حال مشتری با پردازش تصمیم گیری تحلیلی
	6,009,413
سامانه بی‌درنگ فروشگاهی

## Coolsavings
5,761,648
شبکه بازاریابی محاوره‌ای و پردازش با استفاده از مجوزهای الکترونیکی (توزیع کوپن‌های تخفیف بر روی وب

## Counterpane
5,978,475
سامانه ممیزی حوادث

## DoubleClick
5,948,061
روش عرضه، هدفگیری و اندازه‌گیری تبلیغات بر روی شبکه‌ها

## eBay
6,415,320
مدیریت و ارائه اطلاعات در یک محیط تجاری روی خط
	6,058,417
مدیریت و ارائه اطلاعات در یک محیط تجاری روی خط

## (Monster (TMP
5,832,497
سامانه خودکار دادوستد اطلاعات الکترونیکی

## Netflix
6,584,450	
روش و دستگاهی برای اقلام اجاره‌ای

## Overture
6,269,361	
سامانه و روشی برای تأثیر در یک مکان با فهرست نتایج تولید شده در یک جستجو به وسیلهٔ موتور جستجوی شبکه کامپیوتری (پرداخت برای جستجوی مؤثر)

## Priceline
6,356,878
سامانه بنگاه عرضه شرایط فروش به خریداران
	6,345,090
سامانه مدیریت عرضه شرایط فروش برای تماس‌های تلفنی
	6,332,129
روش و سامانه‌ای برای بکارگیری پرسشنامه نمودار روانی در یک سامانه بازرگانی مشتری مدار
	6,240,396
سامانه مدیریت عرضه شرایط فروش برای بلیط‌های مسابقه
	6,134,534
سامانه مدیریت عرضه شرایط فروش برای سفر دریایی
	6,108,639
سامانه مدیریت عرضه شرایط فروش برای چیزهای قابل گردآوری
	6,085,169
سامانه مدیریت عرضه شرایط فروش
	6,041,308
سامانه و روشی برای ترغیب رضایت شرایط عرضه فروش
	5,897,620
روش و دستگاهی برای فروش بلیط‌های پرواز خطوط هوایی
	5,797,127
روش، دستگاه و برنامه برای قیمت گذاری، فروش و انجام اختیارات برای فروش بلیط خطوط هوایی (Walker Digital)
	5,794,207
روش و دستگاهی برای رمزنگاری سامانه شبکه تجاری برای تسهیل شرایط عرضه فروش خریدار مدار(Walker Digital)

## !Yahoo
6,381,594
سامانه و روشی برای فیلترکردن اطلاعات شخصی و تولید اخطار
	6,359,633
دستگاه و روشی برای مستندات زبان علامتگذاری انتزاعی
	6,343,302
سامانه و روش نظارت بر وب سایت از راه دور
	6,216,157
روش و دستگاهی برای سامانه ناهمگن سرویس گیرنده-سرویس دهنده
	6,205,469
روشی برای ارتباطات سرویس گیرنده – سرویس دهنده از طریق یک رابط کوچک
	5,991,756
بازیابی اطلاعات از مستندات ترکیبی سلسله مراتبی
	5,983,227
تولید صفحات پویا